# Major League Baseball (videogioco)
Major League Baseball è un videogioco sportivo del 1988 per Nintendo Entertainment System.
Primo videogioco di baseball per console Nintendo ufficialmente approvato dalla Major League Baseball, presenta 26 squadre della stagione del 1987, nonostante siano assenti i nomi dei giocatori.

## Modalità di gioco
Major League Baseball presenta tre modalità di gioco: Regular Game, All-Star Game e World Series. I team inclusi sono:
American League East
- Baltimore Orioles
- Boston Red Sox
- Cleveland Indians
- Milwaukee Brewers
- Detroit Tigers
- New York Yankees
- Toronto Blue Jays

American League West
- California Angels
- Chicago White Sox
- Kansas City Royals
- Minnesota Twins
- Oakland Athletics
- Seattle Mariners
- Texas Rangers

National League East
- Chicago Cubs
- Montreal Expos
- New York Mets
- Philadelphia Phillies
- Pittsburgh Pirates
- St. Louis Cardinals

National League West
- Atlanta Braves
- Cincinnati Reds
- Houston Astros
- Los Angeles Dodgers
- San Diego Padres
- San Francisco Giants